# Aven des Mûres
Pour les articles homonymes, voir Mûre et Aven (homonymie).
L'aven des Mûres est un gouffre de la commune de Banon dans les Monts de Vaucluse, département des Alpes-de-Haute-Provence.

## Spéléométrie
La dénivellation de la cavité est de 410 m, pour un développement d'environ 1 120 m.

## Géologie
La cavité s'ouvre dans les calcaires de l'Aptien.

## Situation et description succincte
La cavité se situe en bordure sud de la partie sommitale de la colline des Mûres, située à l’est du fossé d’effondrement de Banon. La série de puits de l’entrée aboutit à la cote –80 m, sur un boyau horizontal déjà très boueux, présageant de l’ambiance dans la suite de la cavité. Une autre série de verticales, confortables et propres, mène à –185 m, au niveau d’un nouveau tronçon subhorizontal, d’ampleur limitée. Un affluent rive gauche peut-être remonté sur quelques dizaines de mètres, jusqu'aux escalades réalisées par le G. S. Carpentras. Au-delà du carrefour de l’affluent, la cavité devient plus verticale à nouveau ; d’abord par des ressauts puis, après un nouveau tronçon horizontal, par un puits de 60 m auquel succèdent d’autres puits entrecoupés d’« étroitures ». Une salle de 10 x 20 m, où s’observent d’épais talus d’argile de décantation, constitue le fond de la cavité.

## Explorations
Le puits d’entrée de l'aven des Mûres, profond de 7 à 8 m, est connu de longue date. En 2000, Thierry Caton (GORS) remarque un courant d'air et décide d'entamer une désobstruction avec Patrick Martin du Groupe oraisonais de recherches souterraines (GORS). Après deux mois de travail, ils atteignent la cote -80 m, mais un laminoir aquatique les arrête momentanément.
Fin janvier 2001, Jean-Louis Taste et Ghislain Gantier du GORS et Christian Boucher et Bruno Mayolle du Groupe spéléologique de Carpentras retournent visiter les lieux afin d’évaluer l’importance des travaux. Au cours du printemps 2001, Jean-Louis Taste, Ghislain Gantier, Franck Chirade et d’autres membres du GORS reprennent le chantier et atteignent le fond actuel à -410 m. Par la suite, la voûte mouillante sera dynamitée pour faciliter les explorations. De 2001 à 2003, le G. S. Carpentras entreprend la topographie de la cavité, puis en 2005, un affluent en rive droite est remonté jusqu'à -138 m.